# Mataguayos
Los mataguayos, también denominados en varias fuentes de origen jesuita: mataguas, mataguay y mataguayes, fueron un pueblo hoy extinto del Gran Chaco que habitó en territorios de la República Argentina y del Paraguay. 
Su lengua formó parte de la familia lingüística mataco-guaicurú, subfamilia mataco-mataguaya, también denominada mataco-maká y por extensión se suele denominar a toda la subfamilia como mataguayos.
Los mataguayos estaban muy relacionados con los wichís y los chorotes y algunas fuentes coloniales (Hervás, 1785) señalan a las bandas extintas: agoyas, teutes, tainoas o tainuyes, tañis, palomos y oxotas, como pertenecientes o relacionadas con los mataguayos.

## Reducciones jesuitas
La misión de San Francisco de Regis fue fundada en 1653 por jesuitas a orillas del río Bermejo en Argentina con indígenas mataguayos. Desde esta misión los jesuitas incursionaron sin éxito por los ríos Pilcomayo y Bermejo durante el siglo XVII.
La reducción de Santa María fue fundada con mataguayos por jesuitas en 1681 en el valle de Zenta cerca de San Ramón de la Nueva Orán. El 27 de octubre de 1683 fue atacada por mocovíes y tobas, quienes asesinaron a los padres Pedro Ortiz y Juan Salinas y a otras 18 personas. Este hecho es conocido como los Mártires del Zenta y relatado por Pedro Lozano:

Desnudáronlos a todos y les cortaron con gran presteza las cabezas, dejando troncos los cadáveres, y en cada uno clavado un dardo. Fuéronse a celebrar con las cabezas, como suelen, el triunfo y brindarse en el casco hasta caer embriagados, según el uso de aquellas dos naciones.

El jesuita Francisco Guevara fundó en 1717 con chiriguanos y unas pocas familias mataguayas la reducción de Concepción en el Valle de Salinas en Bolivia. Fue destruida por la sublevación general chiriguana en 1727 y tras la expulsión jesuita de 1768 pasó a los franciscanos en 1769.